# Végleskálnok
Kálnok (szlovákul: Kalinka) Végleshutakálnok településrésze, 1926 előtt önálló község Szlovákiában, a Besztercebányai kerületben, a Gyetvai járásban.

## Fekvése
Nagyszalatnától 10 km-re délre fekszik, ma Végleshutakálnok északi, központi településrésze.

## Története
Kálnok a 18. században keletkezett.
A 18. század végén Vályi András így ír róla: „KALINA. vagy Kalinka. Tót falu Zólyom Várm. földes Ura H. Eszterházy Uraság, lakosai katolikusok, fekszik Végles Hutához közel, és annak filiája, határja soványas.”
1828-ban 30 háza és 230 lakosa volt. Lakói mezőgazdasággal, állattartással foglalkoztak, de sokan az Eszterházi birtokon vagy a határában lévő kénbányában dolgoztak.
Fényes Elek 1851-ben kiadott geográfiai szótárában így ír a faluról: „Kalinka, Zólyom m. tót falu, Végleshuta mellett: 79 kathol., 151 evang. lak. Sovány-hegyes határ. Birja a kamara. Ut. p. Nagy-Szalatna. Van itt egy igen nevezetes kir. kénkőbánya, melly Schweiczer Gábor főkamaragróf parancsolatjára nyittatott meg. A kénkő érczek apró darabokra zuzatván olvasztó kemenczében olvasztatnak meg. Az olvasztott kén, ismét tüz által megtisztitatik, s midőn a kénkő tisztán vörös szinben folyik; azon részből pedig, melly meg nem sürüdik, kénkővirág lesz. Tizenkét hónap alatt tiszta kén 2220 mázsa állithatik elő, mellynek ára, mázsánként 7 fr. 20 kr.; 16280 p. forint.”
A trianoni diktátumig Zólyom vármegye Nagyszalatnai járásához tartozott.
1926-ban egyesítették Végleshutával.

## Népessége
1910-ben 303, túlnyomórészt szlovák anyanyelvű lakosa volt.

## Külső hivatkozások
- Kálnok Szlovákia térképén

## Lásd még
- Végleshutakálnok
- Végleshuta